# Marcus Baggesen
Marcus Baggesen (Hjørring, 17 luglio 2003) è un calciatore danese, difensore dell'IFK Norrköping.

## Caratteristiche tecniche
Gioca come terzino sinistro. Nel 2023 è stato inserito nella lista dei 100 candidati per il Golden Boy.

## Carriera
Baggesen è cresciuto nel settore giovanile di Vendsyssel e Silkeborg e nel 2023 è stato acquistato a titolo definitivo dall'IFK Norrköping. Ha debuttato in prima squadra il 19 febbraio 2023 nell'incontro di Svenska Cupen perso 1-0 contro il GAIS mentre l'esordio in Allsvenskan è avvenuto il 2 aprile successivo contro il Sirius.

## Statistiche

### Presenze e reti nei club
Statistiche aggiornate al 27 marzo 2024.
| Stagione        | Squadra         | Campionato      | Campionato | Campionato | Coppe nazionali | Coppe nazionali | Coppe nazionali | Coppe continentali | Coppe continentali | Coppe continentali | Altre coppe | Altre coppe | Altre coppe | Totale | Totale | Totale |
| Stagione        | Squadra         | Comp            | Pres       | Reti       | Comp            | Pres            | Reti            | Comp               | Pres               | Reti               | Comp        | Pres        | Reti        | Pres   | Reti   |        |
| --------------- | --------------- | --------------- | ---------- | ---------- | --------------- | --------------- | --------------- | ------------------ | ------------------ | ------------------ | ----------- | ----------- | ----------- | ------ | ------ | ------ |
| 2023            | IFK Norrköping  | A               | 28         | 0          | CS+CS           | 4+3             | 0               |                    | -                  | -                  |             | -           | -           | 35     | 0      |        |
| Totale carriera | Totale carriera | Totale carriera | 28         | 0          |                 | 7               | 0               |                    | -                  | -                  |             | -           | -           | 35     | 0      |        |